# Campionati canadesi di sci alpino 1997
I Campionati canadesi di sci alpino 1997 si svolsero a Rossland dal 19 al 25 marzo. Il programma incluse gare di discesa libera, supergigante, slalom gigante e slalom speciale, sia maschili sia femminili.
Trattandosi di competizioni valide anche ai fini del punteggio FIS, vi parteciparono anche sciatori di altre federazioni, senza che questo consentisse loro di concorrere al titolo nazionale canadese.

## Risultati

### Uomini

#### Discesa libera
| Pos. | Atleta            | Nazione | Tempo   |
| ---- | ----------------- | ------- | ------- |
| 1    | Graydon Oldfield  | Canada  | 1:23,94 |
| 2    | Luke Sauder       | Canada  | 1:25,05 |
| 3    | Rob Boyd          | Canada  | 1:25,06 |
| 4    | Ed Podivinsky     | Canada  | 1:25,07 |
| 5    | Cary Mullen       | Canada  | 1:25,30 |
| 6    | Roman Torn        | Canada  | 1:26,37 |
| 7    | Daimion Applegath | Canada  | 1:26,60 |
| 8    | Jeff Durand       | Canada  | 1:27,17 |
| 9    | Dana Williams     | Canada  | 1:27,20 |
| 10   | Cameron Culbert   | Canada  | 1:27,40 |

Data: 22 marzo

#### Supergigante
| Pos. | Atleta           | Nazione | Tempo   |
| ---- | ---------------- | ------- | ------- |
| 1    | Ryan Oughtred    | Canada  | 1:11,84 |
| 2    | Ed Podivinsky    | Canada  | 1:11,95 |
| 3    | Cary Mullen      | Canada  | 1:12,31 |
| 4    | Vincent Lavoie   | Canada  | 1:12,83 |
| 5    | Graydon Oldfield | Canada  | 1:12,87 |
| 6    | Darin McBeath    | Canada  | 1:12,90 |
| 7    | Thomas Grandi    | Canada  | 1:13,00 |
| 8    | Stefan Overgaard | Canada  | 1:13,20 |
| 9    | David Anderson   | Canada  | 1:13,48 |
| 10   | Chad Mullen      | Canada  | 1:13,71 |

Data: 23 marzo

#### Slalom gigante
| Pos. | Atleta           | Nazione | Tempo   |
| ---- | ---------------- | ------- | ------- |
| 1    | Thomas Grandi    | Canada  | 1:31,12 |
| 2    | Ryan Oughtred    | Canada  | 1:32,42 |
| 3    | Ed Podivinsky    | Canada  | 1:33,62 |
| 4    | Darin McBeath    | Canada  | 1:33,63 |
| 5    | Erik Guay        | Canada  | 1:33,82 |
| 6    | Chad Mullen      | Canada  | 1:34,11 |
| 7    | Gabriel Thibault | Canada  | 1:34,41 |
| 8    | Vincent Lavoie   | Canada  | 1:34,42 |
| 9    | David Anderson   | Canada  | 1:34,55 |
| 10   | Mike Giannelli   | Canada  | 1:34,61 |

Data: 20 marzo

#### Slalom speciale
| Pos. | Atleta           | Nazione | Tempo   |
| ---- | ---------------- | ------- | ------- |
| 1    | Thomas Grandi    | Canada  | 1:40,40 |
| 2    | Stanley Hayer    | Canada  | 1:41,14 |
| 3    | Brent McKinlay   | Canada  | 1:41,82 |
| 4    | Carey Squires    | Canada  | 1:42,49 |
| 5    | Gabriel Thibault | Canada  | 1:42,87 |
| 6    | Ryan Oughtred    | Canada  | 1:43,08 |
| 7    | Graydon Oldfield | Canada  | 1:43,80 |
| 8    | Dave Barr        | Canada  | 1:45,37 |
| 9    | Tyler Craig      | Canada  | 1:46,18 |
| 10   | Robin Bauer      | Canada  | 1:46,55 |

Data: 24 marzo

### Donne

#### Discesa libera
| Pos. | Atleta                  | Nazione | Tempo   |
| ---- | ----------------------- | ------- | ------- |
| 1    | Kate Pace               | Canada  | 1:23,66 |
| 2    | Marie-Joëlle Clément    | Canada  | 1:25,44 |
| 3    | Jennifer Mickelson      | Canada  | 1:25,73 |
| 4    | Lindsey Roberts         | Canada  | 1:25,84 |
| 5    | Erika Gibbons           | Canada  | 1:27,36 |
| 6    | Julia Delich            | Canada  | 1:27,91 |
| 7    | Emily Brydon            | Canada  | 1:27,93 |
| 8    | Sara-Maude Boucher      | Canada  | 1:28,40 |
| 9    | Gillian McFetridge      | Canada  | 1:28,55 |
| 10   | Anne-Isabelle Pelletier | Canada  | 1:28,68 |

Data: 22 marzo

#### Supergigante
| Pos. | Atleta             | Nazione | Tempo   |
| ---- | ------------------ | ------- | ------- |
| 1    | Mélanie Turgeon    | Canada  | 1:13,79 |
| 2    | Lindsey Roberts    | Canada  | 1:14,33 |
| 3    | Allison Forsyth    | Canada  | 1:14,53 |
| 4    | Britt Janyk        | Canada  | 1:15,07 |
| 5    | Gail Kelly         | Canada  | 1:15,08 |
| 6    | Erika Gibbons      | Canada  | 1:15,23 |
| 7    | Megan Mullen       | Canada  | 1:16,27 |
| 8    | Sara-Maude Boucher | Canada  | 1:16,44 |
| 9    | Julia Delich       | Canada  | 1:16,60 |
| 10   | Jennifer Delich    | Canada  | 1:16,72 |

Data: 23 marzo

#### Slalom gigante
| Pos. | Atleta           | Nazione | Tempo   |
| ---- | ---------------- | ------- | ------- |
| 1    | Allison Forsyth  | Canada  | 1:41,45 |
| 2    | Gail Kelly       | Canada  | 1:42,24 |
| 3    | Edith Rozsa      | Canada  | 1:42,33 |
| 4    | Geneviève Simard | Canada  | 1:42,43 |
| 5    | Mélanie Turgeon  | Canada  | 1:42,60 |
| 6    | Erika Gibbons    | Canada  | 1:43,37 |
| 7    | Brigit Repas     | Canada  | 1:43,72 |
| 8    | Megan Mulligan   | Canada  | 1:44,14 |
| 9    | Melissa Dolezel  | Canada  | 1:44,75 |
| 10   | Anna Prchal      | Canada  | 1:45,18 |

Data: 25 marzo

#### Slalom speciale
| Pos. | Atleta               | Nazione | Tempo   |
| ---- | -------------------- | ------- | ------- |
| 1    | Edith Rozsa          | Canada  | 1:42,42 |
| 2    | Jennifer Mickelson   | Canada  | 1:42,55 |
| 3    | Marie-Joëlle Clément | Canada  | 1:43,54 |
| 4    | Geneviève Simard     | Canada  | 1:43,70 |
| 5    | Tanis Fishman        | Canada  | 1:44,74 |
| 6    | Lise-Marie Acton     | Canada  | 1:44,82 |
| 7    | Monica Meier         | Canada  | 1:45,06 |
| 8    | Anna Prchal          | Canada  | 1:45,21 |
| 9    | Annik Boulva         | Canada  | 1:45,39 |
| 10   | Gail Kelly           | Canada  | 1:45,60 |

Data: 19 marzo